# Веденяпін Аполлон Васильович
Веденяпін Аполлон Васильович (1803–14(02). 07.1872) — декабрист, військовик, природознавець. Брат О.Веденяпіна. Народився в с. Веденяпіно Тьомніковського повіту Тамбовської губернії (нині Мордовія, РФ) в родині відставного майора Василя Веденяпіна та його дружини Дарії, до шлюбу Кашкарової. Після закінчення Тамбовського дворянського уч-ща (1816) навчався у 2-му кадетському корпусі (Санкт-Петербург), звідки 1821 направлений прапорщиком до 9-ї артилерійської бригади. Служив у Таращі. Від 1825 підпоручик. Став членом Товариства з'єднаних слов'ян, брав участь у нарадах на квартирі Я.Андрієвича і в наметі С.Муравйова-Апостола та М.Бестужева-Рюміна.
На початку 1826 за наказом генерала Л.Рота Веденяпін заарештував П.Борисова (ким і був виказаний слідчій комісії як учасник руху декабристів). Супроводжував затриманого поручика Тадея (Фадея) Врангеля до С.-Петербурга, де й сам 14(02) лютого потрапив за ґрати. Утримувався в Головному штабі, потім у Петропавловській фортеці. Засуджений за 8-м розрядом, 22 (10) липня конфірмований на довічне заслання до Сибіру (згодом замінене на 20-літнє). Восени 1826 прибув до Верхнєвілюйська в Якутії (нині село, Республіка Саха (Якутія), РФ), від кінця того року перебував у м. Киренськ Іркутської губ. (нині місто Іркутської обл., РФ), займався землеробством, написав розвідку про свої досліди з ячменем, наймитував (1828 це було йому заборонено), виконував обов'язки писаря земського суду, хворів. Од 1841 служив дрібним чиновником в Іркутську, бідував. Пішов у відставку 1855, переїхав до м. Єнісейськ (нині місто Красноярського краю, РФ). З дозволу імператора Олександра II 1858 повернувся на батьківщину. 1859 вивільнений з-під особливого поліцейського нагляду, проте не мав права з'являтися у С.-Петербурзі та Москві.
Помер в с. Тройні Краснослободського повіту Пензенської губернії.